# 1941 au cinéma
| Années du cinéma : 1938 - 1939 - 1940 - 1941 - 1942 - 1943 - 1944    |
| Décennies du cinéma : 1910 - 1920 - 1930 - 1940 - 1950 - 1960 - 1970 |

Cet article présente les faits marquants de l'année 1941 au cinéma.

## Événements
- Jean Marais à l'âge de 28 ans entre à la Comédie-Française.
- 9 avril : Citizen Kane d’Orson Welles est présenté à la presse.

## Principaux films de l'année
- Arènes sanglantes (Blood and sand), de Rouben Mamoulian avec Tyrone Power, Linda Darnell et Rita Hayworth.
- Boule de feu (Ball of fire) de Howard Hawks avec Barbara Stanwyck et Gary Cooper.
- Citizen Kane, d'Orson Welles (Première à New York le 1er mai).
- Débuts à Broadway (Babes on broadway)  de Busby Berkeley.
- Dumbo de Walt Disney.
- Fantasia, dessin animé de Walt Disney (10 avril).
- L'Acrobate, comédie de Jean Boyer, avec Fernandel et Jean Tissier (6 mai à Marseille).
- La Grande Évasion (High Sierra) : policier américain de Raoul Walsh avec Humphrey Bogart, Ida Lupino, Alan Curtis.
- L'Assassinat du Père Noël, film de Christian-Jaque (octobre).
- La Vipère (The Little Foxes) drame de William Wyler avec Bette Davis.
- Le Faucon maltais (The Maltese Falcon) réalisé par John Huston avec Humphrey Bogart, Mary Astor, Peter Lorre, Gladys George.
- Les Voyages de Sullivan (Sullivan's Travels) comédie de Preston Sturges avec Joel McCrea, Veronica Lake et Robert Warwick.
- Le pavillon brûle de Jacques de Baroncelli
- Premier rendez-vous, comédie d'Henri Decoin avec Danielle Darrieux.
- Le Président Krüger : film de propagande antibritannique (sortie le 4 avril en Allemagne).
- Qu'elle était verte ma vallée (How green was my valley) de John Ford avec Walter Pidgeon, Maureen O'Hara et Donald Crisp - Oscar du meilleur film.
- Remorques, film de Jean Grémillon, avec Michèle Morgan et Jean Gabin (novembre).
- Soupçons (Suspicion) policier d'Alfred Hitchcock avec Cary Grant, Joan Fontaine et Nigel Bruce.
- Uma d'Akira Kurosawa.
- Un cœur pris au piège (The Lady Eve) de Preston Sturges avec Barbara Stanwyck et Henry Fonda.
- Volpone, film de Maurice Tourneur (mai).

## Récompenses
- 4 janvier : La Femme du boulanger, film de Pagnol, est désigné par les critiques américains meilleur film étranger de 1940.

### Oscars
- Meilleur film : Qu'elle était verte ma vallée (How Green Was My Valley) de John Ford
- Meilleure actrice : Joan Fontaine, Soupçons (Suspicion)
- Meilleur acteur : Gary Cooper, Sergent York (Sergeant York)
- Meilleur second rôle féminin : Mary Astor, Le Grand Mensonge (The Great Lie)
- Meilleur second rôle masculin : Donald Crisp, Qu'elle était verte ma vallée
- Meilleur réalisateur : John Ford, Qu'elle était verte ma vallée

## Principales naissances
- 5 janvier : Hayao Miyazaki
- 14 janvier : Faye Dunaway
- 8 février : Nick Nolte
- 11 février : Sonny Landham († 17 août 2017).
- 15 février : Florinda Bolkan
- 5 mars : Edgar von Heeringen († 16 décembre 2019).
- 14 mars : Wolfgang Petersen  († 12 août 2022).
- 16 mars : Bernardo Bertolucci († 26 novembre 2018).
- 25 avril : Bertrand Tavernier († 25 mars 2021).
- 26 avril : Claudine Auger († 18 décembre 2019).
- 28 avril : Ann-Margret
- 13 mai : Senta Berger
- 10 juin : Jurgen Prochnow
- 18 juin : Paul Mayersberg
- 22 juin : Michael Lerner († 8 avril 2023).
- 25 juin : Denys Arcand
- 27 juin : Krzysztof Kieślowski († 13 mars 1996).
- 13 juillet : Robert Forster (mort le 11 octobre 2019)
- 5 août : Carla Gravina
- 15 septembre : Youri Norstein
- 22 septembre : Catherine Ribeiro († 23 août 2024).
- 16 octobre : David Ashford
- 31 octobre : Mischa Hausserman († 30 août 2021).
- 23 novembre : Franco Nero
- 24 novembre : Bernard Murat
- 28 novembre : Laura Antonelli († 22 juin 2015).
- 9 décembre : Beau Bridges
- 12 décembre : Raghavan

## Principaux décès
- 10 janvier : Joe Penner, acteur.
- 12 mai : Ruth Stonehouse, actrice américaine.
- 8 juin : Camille Bardou, acteur français (né en 1872).